# Victoria Crawford
Victoria Elizabeth Crawford (sinh ngày 30 tháng 6 năm 1986), thường được biết đến với cái tên là Alicia Fox, là một người mẫu người Hoa Kỳ đồng thời cũng là một đô vật chuyên nghiệp. Cô đã ký hợp đồng làm việc với World Wrestling Entertainment và hiện đang thi đấu tại Raw. Trước khi đến với Raw, Alicia Fox đã tham gia thi đấu tại Florida Championship Wrestling.

## World Wrestling Entertainment

### Phát triển sự nghiệp
Vào năm 2006, Alicia Fox đã ký một bản hợp đồng phát triển với WWE và sau đó được chuyển đến Ohio Valley Wrestling (OVW). Cô đã ra mắt vào ngày 1 tháng 7 năm 2006 với vai trò là một trọng tài khách mời đặc biệt trong trận đấu giữa Shelly Martinez và ODB. Mãi cho đến ngày 6 tháng 9, Alicia Fox mới chính thức thi đấu với tên gọi là Tori. Trong trận đấu OVW Ladies Battle Royal, cô đã thua trận do bởi vì cô bị ODB ném ra khỏi sàn đấu. Vào ngày 20 tháng 10 hay 20 tháng 11, Alicia Fox đã giành được danh hiệu OVW Women's Champion tại một nhà thi đấu nhưng chiến thắng của cô đã không được công nhận. Vào mùa xuân năm 2007, cô thi đấu lần đầu tiên Miss OVW và người chiến thắng là ODB. Vào mùa hè năm đó, Alicia Fox tham dự trong DivaLympics. Alicia Fox vẫn tiếp tục thi đấu tại OVW cho đến 21 tháng 2 năm 2008, khi WWE chuyển cô sang một sàn đấu khác, FCW.
Alicia Fox bắt đầu sự nghiệp tại Florida Championship Wrestling vào 2 tháng 9 năm 2007 bằng việc tham gia vào một cuộc thi cơ thể tốt nhất. Cô chính thức thi đấu vào ngày 25 tháng 9 với Natalya Neidhart, cô đã đánh bại The Bella Twins (Brie & Nikki Bella). Cô thi đấu thường xuyên tại FCW và rất hay cạnh tranh với cả hai Brie Bella/Nikki Bella, Savannah, Tiffany, Rosa Mendes & Courtney Taylor. Alicia Fox tham dự giải Queen of ECW, đánh bại Jenny Cash và Tiffany nhưng vào Chung kết, cô đã thua Savannah.

### Mở rộng sự nghiệp
Vào ngày 13 tháng 6 năm 2008, Alicia Fox chính thức tham gia vào Smackdown (một trong bốn sàn đấu chính thức của WWE) với vai trò là người lập kế hoạch tổ chức đám cưới cho Adam Copeland và Vickie Guerrero. Vào ngày 18 tháng 7, trước khi buổi tiệc cưới được ghi hình, Triple H đã tiết lộ rằng Edge đã hôn Alicia Fox vào cái ngày trước đám cưới trên camera. Trong trận đấu WWE Championship tại giải The Great American Bash, Alicia Fox đã định giúp Edge nhưng cô đã bị Vickie ngăn lại. Sau khi cốt truyện giữa cô, Edge & Vickie kết thúc, Alicia Fox trở lại FCW.
Sau 3 tháng không xuất hiện trên truyền hình, Alicia Fox trở lại bằng việc trở thành người quản lý của DJ Gabriel vào ngày 18 tháng 11 trên ECW (một trong bốn sàn đấu chính thức của WWE). Vào ngày 6 tháng 1 năm 2009, Alicia Fox chính thức bước lên sàn đấu ECW, đối đầu với Katie Lea Burchill và cô đã thua Katie. Vào ngày 13 tháng 1, Alicia Fox đã có được chiến thắng đầu tiên tại ECW khi cô cùng với DJ Gabriel đánh bại Paul Burchill & Katie Lea Burchill. Vào ngày 5 tháng 4 năm 2009, Alicia Fox tham dự trận 25 Divas Battle Royal của giải WrestleMania XXV. Kết quả người chiến thắng là Santino Marella.
Vào ngày 15 tháng 4 năm 2009, Alicia Fox trở lại Smackdowns như là một phần của 2009 Supplemental Draft. Ngày 30 tháng 4, tại WWE Superstars (một trong bốn sàn đấu chính thức của WWE), cô cùng với Michelle McCool đã đánh bại Gail Kim & Maria. Alicia Fox cũng là người đã giúp Michelle McCool giành được danh hiệu WWE Women's Champion tại giải The Bash. Vào ngày 29 tháng 6 năm 2009, Alicia Fox được chuyển qua thi đấu tại Raw (một trong bốn sàn đấu chính thức của WWE). Một tuần sau đó, cô cùng với Maryse đối đầu với Gail Kim & Mickie James nhưng đội của cô đã thua trận khi Gail Kim đã đánh bại Maryse. Vào ngày 20 tháng 7, Alicia Fox và Rosa Mendes đánh bại Gail Kim & Kelly Kelly trong một trận Legs Match. Vào ngày 24 tháng 8, Alicia Fox tiếp tục có được chiến thắng thứ hai của mình tại Raw bằng việc đánh bại Mickie James trong trận 6-Diva Tag Match. Ba tuần sau, cô đánh bại Gail Kim để trở thành "Đối thủ số 1" của Mickie James trong trận WWE Divas Championship tại giải Hell In A Cell. Ngày 4 tháng 10, tại giải Hell In A Cell, trong trận WWE Divas Championship, cô bị Mickie James đánh bại. Vào ngày 2 tháng 11, Alicia Fox đã chiến thắng trong trận Divas Battle Royal và trở thành "Đối thủ số 1" của Divas Champion Melina trong trận WWE Divas Championship sắp tới. Một lần nữa, cô lại có cơ hội được chạm tay vào danh hiệu Divas Champion.

## Trong đấu vật
Đòn kết thúc:
- Fox Trot
- Scissor Kick
- Axe Kick

Đòn di chuyển:
- Bridging Northern Lights Suplex
- Crossbody
- Full Nelson
- Monkey Flip
- Sunset Flip
- Tilt–a–whirl Backbreaker

Người quản lý:
- DJ Gabriel
- Michelle McCool

Biệt danh:
- "The Temptress of the Tango"
- "A. Fox"

## Các danh hiệu và giải thưởng đạt được
- OVW Women's Champion (1 lần)
- Divas champion